# Procession
En procession er en organiseret gruppe af mennesker, der går på en formel eller ceremoniel måde i et optog.
Processioner har i alle folkeslag og til alle tider været en naturlig del af eksempelvis offentlige fester, mærkedage, ceremonier og religiøse begivenheder. Triumfoptog og religiøse optog er rigeligt illustreret af oldtidsmonumenter. Eksempelvis findes der eksempler på både Egyptens religiøse processioner (f.eks. fra helleristningerne fra Boghaz-Keui), forskellige panathenaiske processioner fra kunst fra det antikke Grækenland (f.eks. fra Parthenon-frisen), og romerske triumf processioner (f.eks. fra Titusbuen). Eksempler på nutidige processioner af ikke-religiøs karakter er eksempelvis åbninger af sportsbegivenheder (f.eks. de olympiske lege) og pride (fx Copenhagen Pride).

## Yderligere læsning
- Serrarius, N. (1607) Sacri peripatetici, sive i Sacris Ecclesiae Catholicae processionibus libri duo . Köln
- Gretser, Jakob (1608) De Catholicae Ecclesiae sacris processionibus & supplicantibus libri duo . Köln: H. Mylius
- Dunlop, C. (1932) Processioner . London: Alcuin Club
- Cairncross, Henry; Lamburn, ECR & Whatton, GAC, comps. (1935) Ritual Notes: en omfattende guide til ritualerne og ceremonierne i Book of Common Prayer fra den engelske kirke ; 8. udg. London: W. Knott; pp. 104-09
- Östenberg, I., S. Malmberg og J. Bjørnebye (red.). The Moving City: Processioner, passager og promenader i det antikke Rom. Bloomsbury, London 2015.

## Eksterne links
- En udendørs procession
- Udendørs procession ved Feast of the Dormition Arkiveret 4. marts 2016 hos  Wayback Machine
- Udendørs procession ved Ascension Convent på Oliebjerget i Jerusalem